# Ricardo Faccio
Ricardo Gregorio Faccio (Durazno, 12 marzo 1907 – 9 settembre 1970) è stato un calciatore e allenatore di calcio uruguaiano naturalizzato italiano, di ruolo centrocampista.

## Caratteristiche tecniche
Era giocatore versatile, che poteva giocare indifferentemente sia in difesa che a centrocampo, spesso da centromediano.

## Carriera

### Club
Inizia a giocare nel Durazno. Si trasferisce poi a Montevideo giocando in club minori come Universal Football Club e Club Uruguay de Football. Nel 1931 approda nel Nacional dove gioca fino al 1933 e successivamente nel periodo 1939-1940.
Approda in Italia nella stagione 1933-1934, acquistato, insieme al cognato Roberto Porta, dall'Ambrosiana Inter. In patria è una colonna del Nacional.
Gioca tre stagioni con la maglia nerazzurra perde uno scudetto all'ultima giornata nel 1934-1935 e una finale di Coppa Europa contro l'Austria Vienna, appena giunto in Italia.
Alla fine della stagione 1935-1936, dopo un quarto posto, fa ritorno al  Nacional, con cui vince gli scudetti del 1939 e del 1940. In seguito, è allenatore dello stesso Nacional, con il quale vince il campionato del 1947.

### Nazionale
Sebbene chiuso in Nazionale da Luisito Monti, riesce ad indossare per 5 volte la maglia azzurra. Esordisce il 24 marzo 1935 in Austria-Italia: in questa partita l'Italia, che per la prima volta, grazie ad una doppietta di Silvio Piola riesce ad espugnare il Prater di Vienna.
Gioca la sua ultima partita in Nazionale il 31 maggio 1936 a Budapest contro l'Ungheria (vittoria per 2-1), poco prima di fare ritorno in patria.
Nell'Uruguay colleziona 3 presenze tra il 1932 e il 1938.

## Statistiche

### Cronologia presenze e reti in nazionale
| Cronologia completa delle presenze e delle reti in nazionale ― Italia | Cronologia completa delle presenze e delle reti in nazionale ― Italia | Cronologia completa delle presenze e delle reti in nazionale ― Italia | Cronologia completa delle presenze e delle reti in nazionale ― Italia | Cronologia completa delle presenze e delle reti in nazionale ― Italia | Cronologia completa delle presenze e delle reti in nazionale ― Italia | Cronologia completa delle presenze e delle reti in nazionale ― Italia | Cronologia completa delle presenze e delle reti in nazionale ― Italia |
| Data                                                                  | Città                                                                 | In casa                                                               | Risultato                                                             | Ospiti                                                                | Competizione                                                          | Reti                                                                  | Note                                                                  |
| --------------------------------------------------------------------- | --------------------------------------------------------------------- | --------------------------------------------------------------------- | --------------------------------------------------------------------- | --------------------------------------------------------------------- | --------------------------------------------------------------------- | --------------------------------------------------------------------- | --------------------------------------------------------------------- |
| 24-3-1935                                                             | Vienna                                                                | Austria                                                               | 0 – 2                                                                 | Italia                                                                | Coppa Internazionale                                                  | -                                                                     |                                                                       |
| 27-10-1935                                                            | Praga                                                                 | Cecoslovacchia                                                        | 2 – 1                                                                 | Italia                                                                | Coppa Internazionale                                                  | -                                                                     |                                                                       |
| 5-4-1936                                                              | Zurigo                                                                | Svizzera                                                              | 1 – 2                                                                 | Italia                                                                | Amichevole                                                            | -                                                                     |                                                                       |
| 17-5-1936                                                             | Roma                                                                  | Italia                                                                | 2 – 2                                                                 | Austria                                                               | Amichevole                                                            | -                                                                     |                                                                       |
| 31-5-1936                                                             | Budapest                                                              | Ungheria                                                              | 1 – 2                                                                 | Italia                                                                | Amichevole                                                            | -                                                                     |                                                                       |
| Totale                                                                |                                                                       | Presenze                                                              | 5                                                                     |                                                                       | Reti                                                                  | 0                                                                     |                                                                       |

## Palmarès

### Club

#### Competizioni nazionali
- Campionato uruguaiano: 3

Nacional: 1933, 1939, 1940

### Nazionale
- Coppa Internazionale: 1

 Italia: 1933-1935